# Calligonum colubrinum
Calligonum colubrinum I.G.Borshch. – gatunek rośliny z rodziny rdestowatych (Polygonaceae Juss.). Występuje naturalnie w Kazachstanie, Turkmenistanie oraz Chinach (w regionie autonomicznym Sinciang). 

## Morfologia
PokrójZrzucający liście krzew dorastający do 1,5–2 m wysokości.
LiścieIch blaszka liściowa przybiera formę łusek, mierzy 1–2 mm długości, jest o ostrym wierzchołku.
KwiatyZebrane po 2–3 w pęczki, rozwijają się w kątach pędów.
OwoceMają niemal kulisty kształt i ciemnobrązową barwę, osiągają 14–20 mm średnicy.

## Biologia i ekologia
Rośnie na pustyniach oraz wydmach. Występuje na wysokości około 600 m n.p.m. Kwitnie od maja do czerwca, natomiast owoce dojrzewają od czerwca do lipca.